# Teofil Izdebski

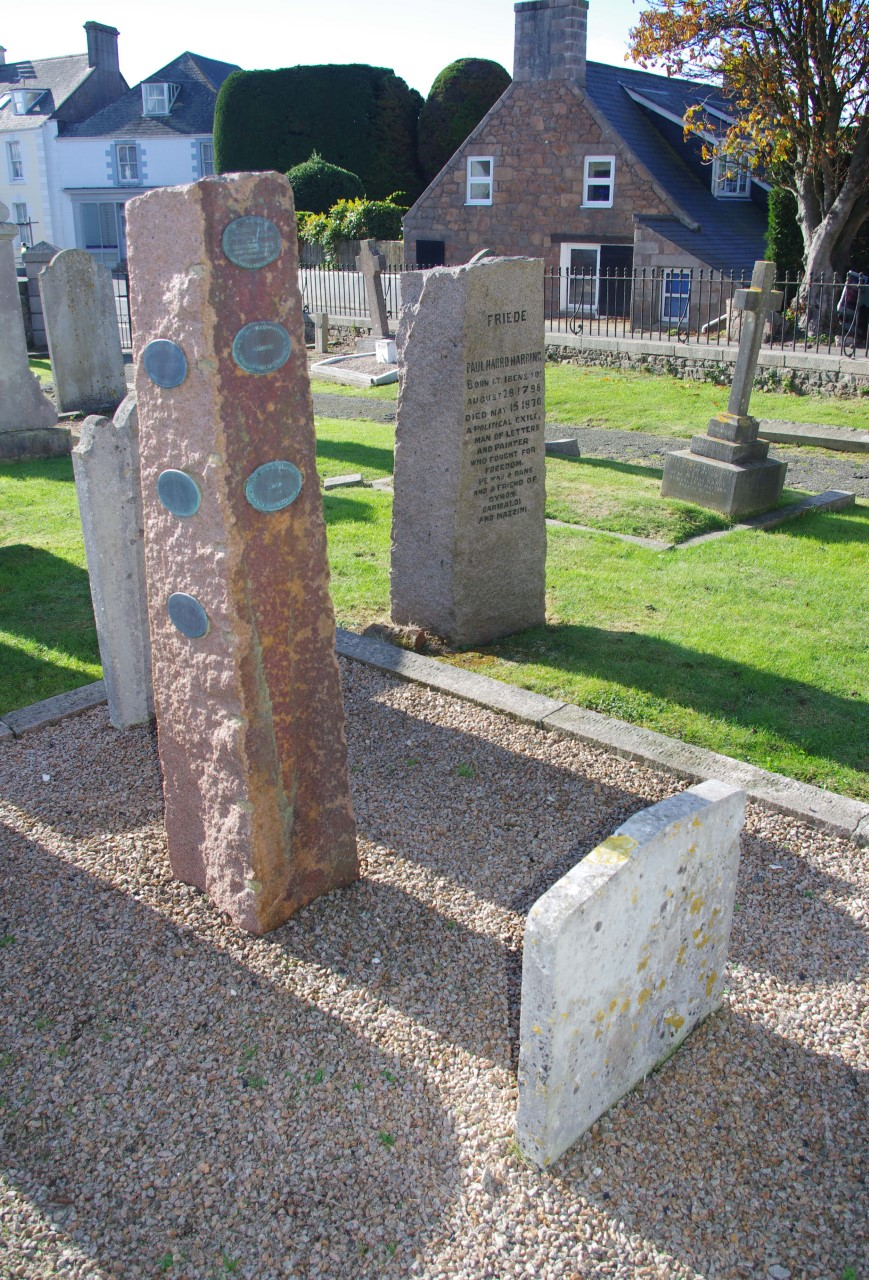
Zbiorowa mogiła (oznaczona obeliskiem z plakietami po lewej) na cmentarzu w Sion, Jersey. Pochowany jest w niej Teofil Izdebski. W głębi widoczny grób Harro Harringa.

Teofil Izdebski (ur. 1804 w Warszawie lub w Kielcach, lub w Półkoniach w pow. sandomierskim, zm. 3 maja 1854 na wyspie Jersey) – żołnierz, powstaniec listopadowy, działacz emigracyjny.

## Życiorys

### Kariera wojskowa i powstanie listopadowe
W 1824 roku wstąpił do 4 Pułku Strzelców Konnych, w którym służył w stopniu wachmistrza. Był słuchaczem Szkoły Podchorążych Jazdy. 
W Noc Listopadową opowiedział się po stronie w.ks. Konstantego. 10 grudnia 1830 awansował do stopnia podporucznika. W powstaniu brał udział w wyprawie gen. Józefa Dwernickiego na Wołyń, bił się pod Boremlem (18–19 kwietnia 1831). W dniu 27 kwietnia, w obliczu upadku powstania na Wołyniu, przekroczył wraz z korpusem Dwernickiego granicę austriacką, po czym został internowany. 
Uciekł w Żywcu w trakcie przemarszu kolumny do Czech. Drogą przez Morawy przedostał się do Europy Zachodniej. 

### Na emigracji
W  lutym 1832 dotarł do Francji; początkowo należał do zakładu emigracji w Besançon, gdzie złożył podpis pod zbiorowym Adresem tułaczów polskich we Francii do izby niższej Wielkiej Brytanii i Irlandii (29 maja 1832), następnie został skierowany do Bergerac (marzec 1833) i Dax (1 maja 1833). W Dax podpisał akt potępiający politykę ks. Adama Jerzego Czartoryskiego.
5 grudnia 1835 wyjechał do Bajonny, gdzie pracował jako krawiec. Prawdopodobnie w roku 1837 przeniósł się do Londynu – tam przystąpił do Zjednoczenia Emigracji Polskiej. Następnie osiadł dożywotnio w Saint Helier na wyspie Jersey, gdzie w dniu 11 sierpnia 1844 uznał przywództwo księcia Adama. W marcu 1848 został członkiem Towarzystwa Demokratycznego Polskiego. Współpracował, jako zecer, z drukarnią Zenona Świętosławskiego w Saint Helier. Zmagał się z ciężką chorobą (gruźlicą), jednak zdołał tuż przed śmiercią przygotować do druku słynną kompilację archiwów emigracyjnych – Lud Polski w emigracji. 

### Śmierć i pogrzeb

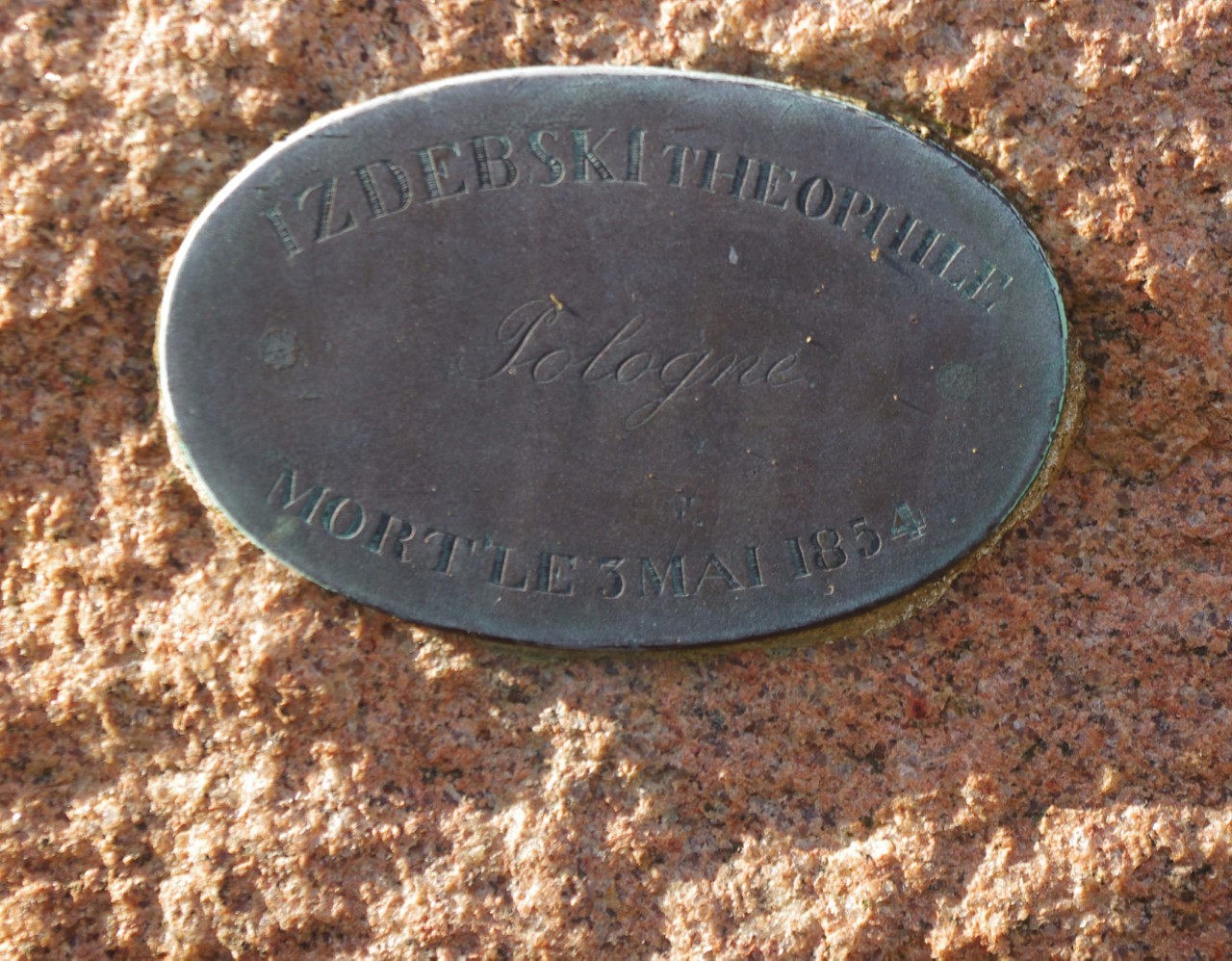
Plakietka z nazwiskiem Teofila Izdebskiego na grobie w Sion, Jersey

Teofil Izdebski zmarł 3 maja 1854 na Jersey, przeżywszy 50 lat. Został pochowany na cmentarzu Macpela w miejscowości Sion. Mowę pogrzebową, w języku francuskim, wygłosił Zenon Świętosławski. W ceremonii prawdopodobnie uczestniczył również Victor Hugo. 
W roku 1870, tuż obok grobu Teofila Izdebskiego, pochowano Harro Harringa – duńskiego poetę, rewolucjonistę, obrońcę sprawy polskiej w dobie zaborów.